# 銘報
《銘報新聞》是銘傳大學傳播學院創辦之大眾傳播業內報紙。另有廣播電台等。於銘傳大學校內可索取紙本，銘報新聞亦會寄報予業內人仕，民眾亦可列印網路電子本觀看。內容以台灣媒體為主軸，報導內容含國內外新聞、及傳播媒體的發展動態。每周出刊。曾獲得中華民國大陸委員會第16－18屆兩岸新聞報導獎公民新聞類影音新聞報導獎佳作。
2017年6月13日，發行紙本最後一期（第2126期）後轉型電子報。

## 外部連結
- 銘報的Facebook專頁
- YouTube上的銘報頻道 （页面存档备份，存于）